# 1608 год в литературе

## События
- Умерла мать Шекспира, урождённая Мэри Арден (1537—1608).
- Английский писатель Томас Кориат предпринял путешествие по Европе.
- Труппа Шекспира приобрела закрытый театр «Блэкфрайерс».

## Книги
- Французский поэт Матюрен Ренье, создал своё главное произведение — 16 сатир на французское общество.
- Франциск Сальский написал книгу «Введение в благочестивую жизнь».
- Напечатана книга «A Nest of Ninnies» Роберта Армина.
- Соломон Швайгер, издал в Нюрнберге книгу путешествий под названием «Newe Reyßbeschreibung auß Teutschland nach Constantinopel».
- Опубликовано сочинение Томаса Мидлтона, английского поэта и драматурга «Как надуть старика» (A Trick to Catch the Old One).

## Пьесы
- Напечатана пьеса Шекспира «Король Лир».
- Шекспиром создана пьеса «Перикл».
- Джон Флетчер в соавторстве с Фрэнсисом Бомонтом создал пьесу «Месть Купидона» (Cupid’s Revenge).

## Родились
- 6 февраля — Антониу Виейра, португальский и бразильский миссионер, писатель (умер в 1697).
- 12 февраля — Даниэлло Бартоли, итальянский иезуит, прозаик, входит в число классических итальянских писателей. Один из ведущих писателей эпохи барокко (умер в 1685).
- 20 августа — Луи Жакоб де Сен-Шарль, французский монах, библиофил, библиотекарь нескольких частных библиотек. Основоположник французской национальной библиографии (умер в 1670).
- 23 ноября — Франсишку Мануэл де Мелу, португальский писатель, поэт. Считается классиком португальской мемуаристки (умер в 1666).
- 8 декабря — Вендела Шютте, шведская писательница и поэтесса (умерла в 1629).
- 9 декабря — Джон Мильтон, английский поэт, автор политических памфлетов и религиозных трактатов (умер в 1674).
- Анджей Вишоватый, польский философ, писатель-полемист, поэт, издатель (умер в 1678).
- Иван Иванишевич, хорватский религиозный поэт (умер в 1665).
- Инаятуллах Канбу, писатель эпохи империи Великих Моголов. Писал на персидском языке (умер в 1671).
- Тукарам, индуистский поэт-сант, писавший на языке маратхи (умер в 1650).
- Рамдас, индуистский маратхский святой и поэт (умер в 1681).
- Целе Нацог Рангдрол, тибетский поэт.

## Умерли
- 8 января — Гвидобальдо Бонарелли делла Ровере, итальянский поэт (родился в 1563).
- 16 февраля — Никола Рапен, французский поэт, один из авторов знаменитой «Менипповой сатиры» (родился в 1535).
- 19 апреля — Томас Сэквилл, 1-й граф Дорсет, английский государственный деятель, юрист, драматург и поэт эпохи Ренессанса (родился в 1536).
- 19 июня — Альберико Джентили, итальянский юрист, автор трудов в области права (родился в 1522).
- 21 октября — Юнас Петри Клинт, шведский хронист, автор работ по истории.
- 29 декабря — Мартин Шаллинг, немецкий поэт (родился в 1532).
- Педро де Агуадо, испанский историк, этнограф, священник, автор «Исторического Сборника» о завоевании Южной Америки (родился в 1513).
- Мигель Бальбоа Кабельо, испанский священник и хронист, автор произведения Miscelánea Antártica (Южный Альманах). Писатель золотого века испанской литературы (родился в 1535).
- Никола де Монтрё, французский писатель, поэт, драматург, переводчик.